# Dwight McNeil
Dwight McNeil, né le 22 novembre 1999 à Rochdale, est un footballeur anglais qui évolue au poste de milieu de terrain à l'Everton FC.

## Biographie
Né à Rochdale, McNeil commence sa formation à Manchester United avant de rejoindre Burnley en 2014.
Il joue son premier match professionnel le 13 mai 2018, en remplaçant Aaron Lennon lors d'une défaite 2-1 contre Bournemouth en Premier League.
La saison suivante, McNeil découvre l'Europe en disputant les phases de qualifications de la Ligue Europa, mais Burnley est éliminé par l'Olympiakos. La première partie de saison est compliquée pour l'ailier qui est souvent sur le banc de touche, tandis que son club enchaîne les défaites en championnat. Néanmoins, il commence à accumuler les rencontres à partir de décembre 2018. Pour sa deuxième titularisation en Premier League le 30 décembre, McNeil marque son premier but pour Burnley, face à West Ham, pour une victoire 2-0. Il inscrit son second but en mars 2019 lors d'une défaite 2-1 contre Leicester City.

### Everton
Le 28 juillet 2022, McNeil s'engage avec l'Everton FC pour une durée de cinq ans. Burnley et Everton parviennent à un accord pour un montant de transfert avoisinant les 20 millions de livres sterling, incluant des bonus potentiels. Le 6 août suivant, McNeil fait ses débuts pour le club lors d'une défaite 1-0 contre Chelsea en Premier League. Le 1er octobre 2022, McNeil marque son premier but pour Everton lors d'une victoire 2-1 à l'extérieur contre Southampton.

## Carrière internationale
En mars 2019, McNeil reçoit sa première convocation pour l'équipe d'Angleterre des moins de 20 ans en vue des matchs de l'Elite League U20 Euro contre la Pologne et le Portugal. McNeil fait ses débuts en tant que titulaire lors d'une défaite 3-1 contre la Pologne. En mai 2019, il est inclus dans l'équipe des moins de 20 ans pour le Festival international espoirs 2019 et marque son premier but international lors de la victoire 4-0 contre le Guatemala le 11 juin 2019.
Le 30 août 2019, McNeil est inclus pour la première fois en équipe d'Angleterre espoirs. Il fait finalement ses débuts avec cette sélection lors d'un match nul 2-2 contre la Slovénie à Maribor le 11 octobre 2019.

## Statistiques
| Saison                | Club                  | Championnat           | Championnat | Championnat | Championnat | Coupe nationale | Coupe nationale | Coupe nationale | Coupe de la Ligue | Coupe de la Ligue | Coupe de la Ligue | Compétition(s) continentale(s) | Compétition(s) continentale(s) | Compétition(s) continentale(s) | Compétition(s) continentale(s) | Total | Total | Total |
| Saison                | Club                  | Division              | M.          | B.          | P.d.        | M.              | B.              | P.d.            | M.                | B.                | P.d.              | Comp.                          | M.                             | B.                             | P.d.                           | M.    | B.    | P.d.  |
| 2017-2018             | Burnley FC            | Premier League        | 1           | 0           | 0           | -               | -               | -               | -                 | -                 | -                 | -                              | -                              | -                              | -                              | 1     | 0     | 0     |
| 2018-2019             | Burnley FC            | Premier League        | 21          | 3           | 5           | 2               | 0               | 0               | 1                 | 0                 | 0                 | C3                             | 2                              | 0                              | 0                              | 26    | 3     | 5     |
| 2019-2020             | Burnley FC            | Premier League        | 38          | 2           | 4           | 1               | 0               | 0               | 1                 | 0                 | 0                 | -                              | -                              | -                              | -                              | 40    | 2     | 4     |
| 2020-2021             | Burnley FC            | Premier League        | 36          | 2           | 5           | 2               | 0               | 0               | 2                 | 0                 | 0                 | -                              | -                              | -                              | -                              | 40    | 2     | 5     |
| 2021-2022             | Burnley FC            | Premier League        | 38          | 0           | 0           | -               | -               | -               | 2                 | 0                 | 0                 | -                              | -                              | -                              | -                              | 40    | 0     | 0     |
| Sous-total            | Sous-total            | Sous-total            | 134         | 7           | 14          | 5               | 0               | 0               | 6                 | 0                 | 0                 | -                              | 2                              | 0                              | 0                              | 147   | 7     | 14    |
| 2022-2023             | Everton FC            | Premier League        | 36          | 7           | 3           | 1               | 0               | 0               | 2                 | 0                 | 0                 | -                              | -                              | -                              | -                              | 39    | 7     | 3     |
| 2023-2024             | Everton FC            | Premier League        | 35          | 3           | 6           | 3               | 0               | 0               | 3                 | 0                 | 1                 | -                              | -                              | -                              | -                              | 41    | 3     | 7     |
| 2024-2025             | Everton FC            | Premier League        | 21          | 4           | 6           | -               | -               | -               | 2                 | 1                 | 0                 | -                              | -                              | -                              | -                              | 23    | 5     | 6     |
| Sous-total            | Sous-total            | Sous-total            | 92          | 14          | 16          | 4               | 0               | 0               | 7                 | 1                 | 1                 | -                              | 0                              | 0                              | 0                              | 103   | 15    | 17    |
| Total sur la carrière | Total sur la carrière | Total sur la carrière | 226         | 21          | 30          | 9               | 0               | 0               | 13                | 1                 | 1                 | -                              | 2                              | 0                              | 0                              | 250   | 22    | 31    |